# Rinkenmauer
Die Rinkenmauer ist eine Ringwallanlage auf der Südostspitze des Rinkenberges gegen das Murgtal vorstoßend bei Baiersbronn im Landkreis Freudenstadt (Baden-Württemberg).
Bei der Wallburg könnte es sich um eine Befestigung zum Schutze des im späten 11. Jahrhundert gegründeten Klosters Reichenbach, das auch als Besitzer genannt wird, gehandelt haben.

## Geschichte
Eine erste Erwähnung findet sich um 1100 im Schenkungsbuch des Klosters Reichenbach. Hier wird ein Besitz „in monte qui Rincga vocatur“ genannt. Mit Rincga ist etwas Ringförmiges, wahrscheinlich der Ringwall gemeint. Die Schenkung von Besitztümern am Rinkenberg deutet darauf hin, dass die Befestigung zu diesem Zeitpunkt keine militärische oder administrative Funktion mehr hatte.
Ausführliche Beschreibungen gibt es seit 1859. Darin finden sich verschiedene Deutungen zur Entstehungszeit und Nutzung als Fliehburg oder zum Schutz des Weideviehs. Umfassende Grabungen oder Funde, die eine Datierung erlauben, gab es bisher nicht. Vergleichbare Befestigungsanlagen entstanden vermutlich in der Zeit vor 1000.
Im Jahr 2006 fand vor der Errichtung eines Sendeturms die archäologische Untersuchung eines Teilbereichs statt. Dabei wurden Spuren der Materialentnahme, vermutlich zur Steingewinnung für den Bau der Mauer festgestellt. Spuren einer dauerhaften Besiedlung fanden sich nicht.

## Beschreibung
Der 115 m lange und 30 bis 40 m breite Ringwall befindet sich an der höchsten Stelle des Bergrückens. Die knapp 27 m lange nordwestliche Stirnseite wird durch einen schmalen Zugang unterbrochen. Die übrigen rund 240 m Befestigung verlaufen entlang der abgerundeten Bergspitze und umschließen eine Fläche von knapp 0,4 ha.
Die Mauer besteht aus aufgeschichteten Steinblöcken, von denen noch bis zu fünf Lagen erhalten sind. Sie erreicht an der Außenseite eine Höhe von bis zu 1,4 m. Die Mauerstärke beträgt 1 bis 1,5 m, an der Stirnseite bis zu 2 m. Die unterschiedlich großen Steinblöcke weisen keine Bearbeitungsspuren auf. Teile der Mauer sind durch Versturz oder Baumaßnahmen zerstört.
Etwa 50 m vor dem Zugang im Nordwesten, durch den heute ein Wanderweg verläuft, ist ein Steinriegel als Rest einer Vorbefestigung erkennbar. Einen Graben gibt es nicht.